# 圣蒂里奥
圣蒂里奥（法語：Saint-Thuriau，法語發音：[sɛ̃ tyʁjo]）是法国莫尔比昂省的一个市镇，属于蓬蒂维区。

## 地理
圣蒂里奥（48°1'2"N, 2°57'1"W）面积21.47 平方千米，位于法国布列塔尼大區莫尔比昂省，该省份为法国西北部沿海省份，位于布列塔尼半岛南部，北起阿摩尔滨海省、西接菲尼斯泰尔省，南濒大西洋，东南接大西洋卢瓦尔省，东临伊勒-维莱讷省。
与圣蒂里奥接壤的市镇（或旧市镇、城区）包括：努瓦亚勒蓬蒂维、勒苏恩、蓬蒂维、埃沃利斯、普吕梅利欧-比约济。

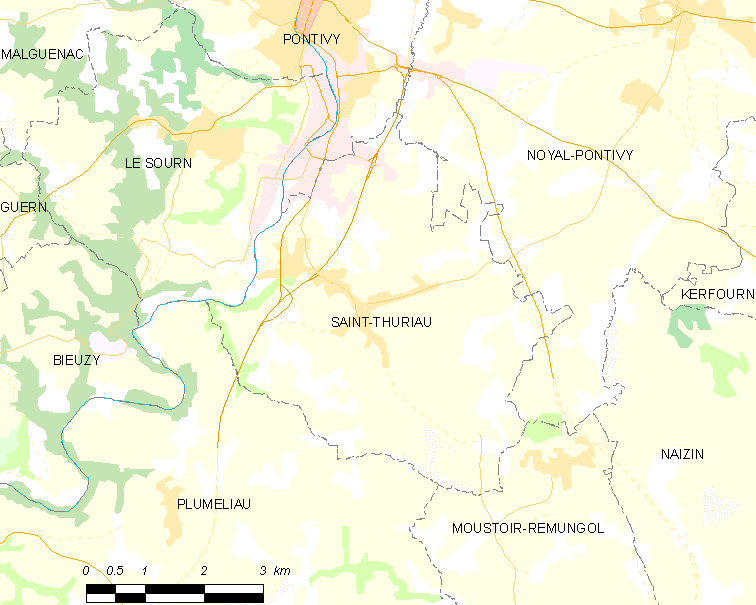
圣蒂里奥的OSM定位图

圣蒂里奥的时区为UTC+01:00、UTC+02:00（夏令时）。

## 行政
圣蒂里奥的邮政编码为56300，INSEE市镇编码为56237。

## 政治
圣蒂里奥所属的省级选区为蓬蒂维县。

## 人口

1962-2008年间圣蒂里奥人口变化图示

圣蒂里奥于2022年1月1日时的人口数量为1880人。